# Hongge
Hongge är en köping i Kina. Den ligger i provinsen Sichuan, i den sydvästra delen av landet, omkring 500 kilometer sydväst om provinshuvudstaden Chengdu. Antalet invånare är 14 529. Befolkningen består av 7 017 kvinnor och 7 512 män. Barn under 15 år utgör 17,0 %, vuxna 15-64 år 73 %, och äldre över 65 år 8,0 %.
Genomsnittlig årsnederbörd är 949 millimeter. Den regnigaste månaden är juli, med i genomsnitt 270 mm nederbörd, och den torraste är januari, med 2 mm nederbörd.